# Xingcheng
För andra betydelser, se Xingcheng (olika betydelser).
Xingcheng, tidigare känd som Hingcheng, är en stad på häradsnivå som lyder under Huludaos stad på prefekturnivå i Liaoning-provinsen i nordöstra Kina. Den ligger omkring 280 kilometer sydväst om provinshuvudstaden Shenyang.